# Malte Sterner
Malte Sterner, född i Karlsborg okänt år, död 1952 i Vancouver, var en svensk-kanadensisk målare och grafiker.
Sterner uppges vara son till en officer och i unga år studerat vid Kungliga konsthögskolan i Stockholm. Han var knuten till de förberedande arbetena till den stora Göteborgsutställningen 1923 och for därefter utomlands och försörjde sig på att rita kolteckningar. Han vistades periodvis i Finland och Ryssland men efter att han blev utvisad från Ryssland var han huvudsakligen verksam i Frankrike och andra Sydeuropeiska länder. Han reste till Amerika 1928 och bosatte sig slutligen i Vancouver där han var verksam större delen av sitt liv. Han gjorde sig känd för sina torrnålsgravyrer och etsningar och finns representerad vid bland annat National Gallery i Ottawa, Seattle museum och San Francisco museum.  